# Ліски (Шепетівський район)
Лі́ски — село в Україні, у Білогірській селищній територіальній громаді Шепетівського району Хмельницької області. Населення становить 90 осіб.

## Географія
Село розташоване на височині на лівому березі річки Кума на відносній висоті 20-30 м. Абсолютні височини коливаються від 275 до 292 м, максимальна висота в межах села складає 304 м над рівнем моря.

## Історія
Ліски — колишнє власницьке село волості Дедеркальської Кременецького повіту. В селі була церква в ім’я Покрови Пресвятої Богородиці. Поруч цвинтар. Побудована була в 1869 році коштом прихожан. Дерев’яна, з такою ж дзвіницею, прибудованою  до неї в 1882 році. Церковним начинням, ризницею і богослужбовими книгами була недостатня. Копії метричних книг зберігалися з 1808-1830 років, а сповідальні відомості з 1822-1830 років. Опис церковного майна складено в 1885 році.
Землі: садиб було 1776 сажнів, ріллі 13 десятин 1949 сажнів, сінокосів 3 десятини 2070 сажнів і хутір з дрібним лісом в 1800 сажнів. На всі землі та угіддя була ерекція, видана 1 червня 1776 року поміщиками Петром і Феліксом Вкринськими і презента, надана 1747 року, 27 лютого. Копії цих документів зберігалися у церкві. Церкві належав будинок, побудований 1872 року. Дворів було 50, прихожан 483 душі обох статей. Церква ця з 1830 року була приписана до самостійної парохії села Сивки за 2 версти.
Село Ліски отримало свою назву, імовірно, від того, що воно було збудоване серед лісів, де було вдосталь дерев лісового горіха, у народі більш відомого як ліщина, або деревом місцевого горіха; пізніше воно було оточене з двох сторін кущами цього горіха. В цьому селі новіша церква (рештки якої збереглися) побудована на місці старої, яка згоріла із-за необачності причетника в 1829 році: ця давніша церква була побудована в 1724 році як греко-католицька і мала три куполи (була тридільною). Зі священнослужителів цієї церкви були відомі: 1) пресвітер лісківський Дмитро Пузиковський, згадується в 1728 році в сивецьких метричних записах; 2) священник Яків Лукасевич, згадується в 1747 році, коли була надана цій церкві презента поміщиком Людвиком Вкринським на землі і угіддя; 3) священник Іван Ворецький до 1797 року; 4) його зять Констянтин Зинович з 1797 року до дня смерті в 1825 р.; потім парохія була під наглядом до 1830 р., коли вона була приписана до сивецької парохії.
Найближча поштова станція була в містечку Шумськ..
7 (20) листопада 1917 року, відповідно до Третього Універсалу Української Центральної Ради, увійшло до складу Української Народної Республіки.
12 червня 2020 року, відповідно до розпорядження Кабінету Міністрів України № 727-р «Про визначення адміністративних центрів та затвердження територій територіальних громад Хмельницької області», увійшло до складу Білогірської селищної громади.
19 липня 2020 року, в результаті адміністративно-територіальної реформи та ліквідації Білогірського району, село увійшло до складу новоутвореного Шепетівського району.

## Населення
За переписом населення України 2001 року в селі мешкало 90 осіб.
У 2020 році чисельність населення становила ▼47 осіб.